# 新闻眼 (江苏卫视)
《新闻眼》（英語：JSBC NewsWatch）是一档由江苏省广播电视总台融媒体新闻中心制作的一档新闻杂志类节目。

## 播出时间
《新闻眼》通常每周一至六18:00在江苏卫视首播，每周一至六21:30在江苏公共·新闻频道重播，如当日有政论片播出安排则暂停重播。